# 2007 par pays en Asie
Les évènements de l'année 2007 en Asie. 
2005 par pays en Asie - 2006 par pays en Asie - 2007 par pays en Asie - 2008 par pays en Asie - 2009 par pays en Asie
2005 en Asie - 2006 en Asie - 2007 en Asie - 2008 en Asie - 2009 en Asie

## Chine
- 11 janvier : Un missile balistique antisatellite est testé avec succès. De nombreux pays expriment leur inquiétude.

### Hong Kong
- 30 juin : Célébration du retour de Hong Kong sous souveraineté chinoise. Le Président Hu Jintao, venu en personne, offre deux pandas nommés « Ying Ying » ("Prospérité") et « Le Le » ("Bonheur") et déclare : « L'essentiel pour l'économie, c'est l'harmonie et la stabilité », une formule en langue de bois confucéenne que l'on peut traduire par « Restez un phare économique et financier, mais n'attendez pas d'ouverture démocratique ».

## Corée du Nord
- 8 février : à Pékin, reprise des négociations à six (Chine, Corée du Nord, Corée du Sud, Russie, Japon, États-Unis) sur la désactivation du programme nucléaire nord-coréen.
- 13 février : à Pékin, dans le cadre des négociations sur la désactivation du programme nucléaire nord-coréen, le gouvernement nord-coréen s'engage à désactiver son programme nucléaire en échange de la fourniture par les américains de fioul et d'électricité.
- 16 février : anniversaire des 65 ans de Kim Jong-il, fêté en grande pompe à Pyongyang.

## Inde
- 26 janvier : à New Delhi, visite officielle du Président russe Vladimir Poutine reçu comme un « ami spécial » par le Premier ministre Manmohan Singh qui espère conclure avec la Russie un « partenariat à long terme » dans le secteur « vital » du nucléaire.
- 19 février, plusieurs bombes font 66 morts dans le Samjhauta Express, une des deux lignes de trains qui relient ce pays au Pakistan.

## Indonésie
- 9 mars : Un boeing 737 indonésien s'écrase en atterrissant en causant la mort de 21 personnes ; d'autres survivants réussissent à s'échapper de la carlingue en feu.

## Irak
- 14 août : Attentats du 14 août 2007 à Qahtaniya en Irak faisant 796 morts et 1 500 blessés.

## Pakistan
- 10 juillet : l'armée pakistanaise lance un assaut contre la Mosquée rouge d'Islamabad, qui était contrôlée par des militants islamistes, marquant la violente reprise de l'insurrection islamiste au Pakistan après une accalmie relative.

## Singapour
- 15 janvier : Inauguration du monorail Sentosa Express.

## Viêt Nam
- 9 février : Les États-Unis acceptent pour la première fois de s'intéresser aux conséquences de l'utilisation de l'agent orange, une arme chimique, pendant la guerre du Viêt Nam. Ils acceptent de participer au financement d'une étude sur le nettoyage des sols de leur ancienne base près de Đà Nẵng.